# Gliese 87
Gliese 87 (GJ 87 / HIP 10279) es una estrella en la constelación de Cetus.
De magnitud aparente +10,04, no es observable a simple vista.
Gliese 87 se encuentra a 34 años luz del sistema solar y, al igual que la mayor parte de las estrellas de nuestro entorno más cercano, es una enana roja.
De tipo espectral M2.5V, tiene una temperatura efectiva de 3560 K.
Su luminosidad bolométrica —en todas las longitudes de onda— equivale al 2,8% de la luminosidad solar.
Posee un diámetro igual al 61% del que tiene el Sol.
Gira sobre sí misma con una velocidad de rotación proyectada de 4 km/s, siendo su período de rotación de 7,77 días.
En cuanto a su composición, presenta una metalicidad —abundancia relativa de elementos más pesados que el helio— notablemente más baja que la del Sol ([Fe/H] = -0,35).
Su masa es de 0,51 masas solares.
La estrella conocida más cercana a Gliese 87 es GJ 1041 B, a 2,3 años luz.
Gliese 552 se mueve a una velocidad de 126 km/s en relación con el sistema solar, valor inusitadamente elevado.
Asimismo, su órbita galáctica es notablemente excéntrica (e = 0,60), lo que propicia que en el apoastro llegue a estar a casi 21 kilopársecs del centro galáctico, más del doble de la distancia de máximo alejamiento del Sol.